# Madame Sans-Gêne (film 1961)
Madame Sans-Gêne è un film del 1961 diretto da Christian-Jaque.
La pellicola, di produzione italo-franco-iberica, è l'adattamento cinematografico dell'omonima commedia di Victorien Sardou e Émile Moreau.
La commedia di Sardou e Moreau divenne estremamente popolare e, oltre che un romanzo da Raymond Lepelletier, fu adattata per il cinema in questo e in altri film tra cui Madame Sans-Gêne (1924) con la star del film muto Gloria Swanson.
La storia divenne anche il soggetto dell'opera lirica Madame Sans-Gêne di Umberto Giordano la cui prima ebbe luogo al Metropolitan Opera House nel 1915.

## Trama
A Parigi, la lavandaia Catherine, durante i moti rivoluzionari dell'agosto 1792, si trova i ribelli in casa; protesta, invoca l'aiuto di Bonaparte che è suo cliente, ma poi si adatta e si innamora del loro capo, il sergente François Léfèvre.
Sposatolo, lo va a raggiungere in Italia e insieme riescono a sabotare un reparto di soldati austriaci, da cui sono stati fatti prigionieri e condannati a morte. Léfèvre è nominato da Napoleone colonnello. Divenuto Imperatore, Bonaparte nomina Léfèvre duca di Danzica e in seguito, gli destina il regno di Westfalia, preferendolo al fratello Girolamo.
Ma Catherine, nella sua prima comparsa a corte, si scontra con le sorelle di Napoleone, usando un linguaggio troppo realista, che costringe l'imperatore ad imporre a Léfèvre il divorzio. 
Ma Catherine affronta l'imperatore e...